# Gitte Van Hoyweghen
Gitte Van Hoyweghen is een Belgische actrice, presentatrice en journaliste.
Ze studeerde in 1997 met onderscheiding af aan het toenmalige Conservatorium van Antwerpen als meester in de dramatische kunst, optie Woord. Een paar maanden later kon ze aan de slag bij Ketnet, dat in december 1997 opgericht werd en waar ze een van de eerste "wrappers" van werd, wat ze tot 1999 bleef. Later presenteerde ze tot 2001 Mijn Gedacht, eveneens op Ketnet. Tot 2005 was Van Hoyweghen reporter van Karrewiet, het jeugdjournaal van Ketnet.
Na Ketnet ging ze aan de slag bij Canvas, waar ze programma's presenteerde zoals Voetzoeker, Grand Cru en Stories. Dit deed ze gedurende drie jaar. In 2005 ging ze dan aan de slag als reporter bij Koppen en Volt op Eén. Sinds 2010 werkt Van Hoyweghen als journalist bij Het Journaal op Eén.
Sedert 2006 geeft ze les, interviewtechnieken, aan de Artesishogeschool, afdeling Woord.
In 2009 kreeg ze de mediaprijs van de Werkgroep Verder voor een reportage over zelfdoding.
In 2013 speelde Gitte een kleine rol in het Ketnet-programma De Elfenheuvel als zichzelf.
In het eindejaarprogramma Vrede op aarde kreeg ze de eerste jaargangen (2017-2020) telkens de prijs voor "actiefste reporter" van het jaar.
Huidig (anno 2025):
Lee Arrendell · Thomas De Smet · Nona 't Jolle · Nidal van Rijn · Emma Vanthielen
Voormalig (1997–2024):
Jelle Cleymans (2002–2007) · Staf Coppens (1999–2004) · Karolien Debecker (2006–2009) · Veerle Deblauwe (2003–2006) · Sam De Bruyn (2009) · Niels Destadsbader (2009–2014) · Ianka Fleerackers (1998–2001) · Tom Gernaey (2006) · Sander Gillis (2012–2023) · An Jordens (1998–2005) · Melvin Klooster (2006–2012) · Heidi Lenaerts (2006–2007) · Friedl' Lesage (1997–1998) · Charlotte Leysen (2011–2019) · Véronique Leysen (2009–2013) · Kristien Maes (2007–2012) · Gloria Monserez (2020-2024) · Sarah Mouhamou (2014-2025) · Leonard Muylle (2012–2018) · Sven Ornelis (1997–1999) · Peter Pype (2004–2012) · Ben Roelants (2009) · Mark Tijsmans (1997–2002) · Héritier Tipo (2022–2024) · Thomas Van Achteren (2015–2022) · Katrien Van Deuren (1998–1999) · Peter Van de Veire (1997–2002) · Steven Van Herreweghe (1997–2002) · Kobe Van Herwegen (2006–2011) · Ilse Van Hoecke (1998–2004) · Gitte Van Hoyweghen (1997–2001) · Britt Van Marsenille (2004–2008) · Sofie Van Moll (2001–2007) · Erika Van Tielen (2003–2006) · Henk Vermeulen (1998–2004) · Aron Wade (1998–2003) · Sien Wynants (2012–2022)